# Kanton Saint-Jean-Brévelay
Kanton Saint-Jean-Brévelay (francouzsky Canton de Saint-Jean-Brévelay) je francouzský kanton v departementu Morbihan v regionu Bretaň. Tvoří ho sedm obcí.

## Obce kantonu
- Bignan
- Billio
- Buléon
- Guéhenno
- Plumelec
- Saint-Allouestre
- Saint-Jean-Brévelay